# Velký Vřešťov
Velký Vřešťov (německy Markt Bürglitz) je městys v okrese Trutnov v Královéhradeckém kraji. Žije zde 248 obyvatel.

## Historie
První písemná zmínka o městečku pochází z roku 1348.

## Přírodní poměry
Jihovýchodně od vesnice se nachází přírodní rezervace Vřešťovská bažantnice.

## Obyvatelstvo
| Rok            | 1869 | 1880 | 1890 | 1900 | 1910 | 1921 | 1930 | 1950 | 1961 | 1970 | 1980 | 1991 | 2001 | 2011 | 2021 |
| -------------- | ---- | ---- | ---- | ---- | ---- | ---- | ---- | ---- | ---- | ---- | ---- | ---- | ---- | ---- | ---- |
| Počet obyvatel | 581  | 594  | 553  | 564  | 490  | 469  | 450  | 308  | 278  | 216  | 205  | 195  | 197  | 218  | 254  |
| Počet domů     | 92   | 100  | 103  | 99   | 99   | 98   | 114  | 116  | 100  | 83   | 70   | 107  | 114  | 124  | 130  |

## Správa městyse
Ke dni 9. října 2014 byl obci vrácen status městyse.

### Symboly městyse
Znak a vlajka byly městysi uděleny rozhodnutím předsedy Poslanecké sněmovny Parlamentu České republiky dne 5. března 2015.

## Pamětihodnosti
- Na jihozápadním okraji městečka se na výrazném návrší dochovaly terénní pozůstatky hradu Velký Vřešťov založeného v první polovině čtrnáctého století. Jeho předchůdcem byl hrad Starý Vřešťov ze třináctého století, který stával asi o jeden kilometr dále na jihovýchod.[8]
- Kostel Všech svatých
- Hrob rudoarmějce
- Pomník obětem první světové války
- Pranýř ze 17. století